# Belovalva nigripuncta
Belovalva nigripuncta är en fjärilsart som beskrevs av Antonius Johannes Theodorus Janse 1963. Belovalva nigripuncta ingår i släktet Belovalva och familjen stävmalar. Inga underarter finns listade i Catalogue of Life.